# S100A12
S100 protein vázající vápník A12 (S100A12) je protein, který je u lidí kódován genem S100A12. Lidský S100A12, také známý jako calgranulin C, byl poprvé popsán v roce 1995. Protein kódovaný tímto genem je členem S100 rodiny obsahujících 2 "EF-hand" vázebné motivy, které vážou vápník.

## Funkce
Obecně má S100A12 významnou antiinfekční a antibakteriální roli, která souvisí s jeho schopností vychytávat ionty. Například inhibuje šíření a virulenci H. pylori.

## Tkáňová distribuce
Neutrofily a monocyty / makrofágy jsou důležitým zdrojem S100A12 v buňce, i když některé epiteliální a dendritické buňky jsou schopné jeho sekrece. Některé tkáně bohaté na tyto buňky taktéž obsahují velké množství S100A12. Patří mezi ně slezina nebo plíce. S100A12 se vyskytuje intracelulárně a je produkován do extracelulárního prostředí, kde hraje významnou roli. Extracelulárně se vyskytuje jako homodimer nebo hexamer.

## Klinický význam
Jeho výskyt je asociován s kardiovaskulárními a ledvinovými onemocněními. Podobně jako jiné S100 proteiny, S100A12 signalizuje prostřednictvím RAGE receptoru a TLR. Obecně tato signalizace vede k produkci cytokinů, chemotaxi a zvýšenému oxidačnímu stresu. V endoteliálních buňkách tato signalizace vede k aktivaci NFκB, při které je zvýšena produkce adhezivních molekul, jako jsou ICAM, VCAM nebo selektiny. Předpokládá se, že tento protein je zapojen do specifických drah přenosu signálu závislých na vápníku a jeho regulační účinek na cytoskeletální složky může modulovat různé aktivity neutrofilů.
Kaskády spouštěné interakcí S100A12 s RAGE mohou hrát významnou roli při selhávání ledvin u pacientů léčených hemodialýzou. Opakovaně byl prokázán vztah mezi mortalitou a hladinou S100A12 u pacientů s renální dialýzou. S100A12 může hrát roli při monitorování pacientů se SLE právě jako marker poškození ledvin v glomerulonefritidě. S100A12 je také spojován s gastrointestinálními chorobami. Při zánětlivých střevních onemocnění významně koreluje s aktivitou onemocnění a spolu s dalšími S100 proteiny může předpovídat relaps onemocnění.